# Rodolfo Usigli
Rodolfo Usigli Wainer (Ciudad de México, 17 de noviembre de 1905-Ciudad de México, 18 de junio de 1979) fue un poeta, dramaturgo, escritor y diplomático mexicano. Está considerado como el padre del teatro mexicano moderno.
Entre sus obras teatrales destacan: El Gesticulador, escrita en 1938, en la cual hace una concienzuda crítica al régimen revolucionario mexicano de ese tiempo y que fue censurada por el gobierno. Por otro lado, se encuentra la trilogía de las Coronas, cuyas obras fueron calificadas por Usigli como antihistóricas, y que se encuentra conformada por Corona de sombra, escrita en 1943, donde destaca la figura de Carlota de Bélgica, esposa de Maximiliano de Habsburgo, durante y después del Segundo Imperio en México; Corona de Fuego de 1960, sobre el último enfrentamiento entre Cuahutémoc y Hernán Cortés; y Corona de Luz de 1963, esta última sobre las apariciones de la Virgen de Guadalupe y la posibilidad de la fabricación de un milagro por parte de los españoles.

## Biografía
Hijo de padre italiano nacido en Alejandría, Alberto Usigli, y madre austrohúngara, Carlota Wainer. Su padre murió cuando era un niño por lo que fue criado por su madre, con grandes carencias económicas, junto a sus tres hermanos mayores: Ana, Aída y Alberto. En su primera infancia tuvo problemas de estrabismo grave que le dejó honda huella, pues su vista nunca fue normal.
Toda su infancia, hasta los 12 años, hizo teatro de títeres y, en alguna ocasión, compra un teatro plegadizo que promete pagar con el producto de sus representaciones, pero termina siendo embargado. Aprende de memoria los siete actos de Don Juan Tenorio y pasajes de zarzuelas, operetas y melodramas que había visto representados en el antiguo Teatro Hidalgo. En 1916 o 1917, debuta como figurante en el antiguo Teatro Colón. Tiene que dejar la escuela y entra a trabajar en una oficina, donde realizaba sus encomiendas a pie para ahorrar el dinero destinado para sus traslados y poderse comprar libros, además de que, durante éstas, improvisaba diálogos entre lápices de colores o entre los dedos de sus manos.

En 1922 y 1923, estudia en la Escuela Popular Nocturna de Música y Declamación, donde aprende a recitar y representa algunos sainetes. En 1924, trabaja como cronista y entrevistador de teatro en la revista El sábado, que más tarde cambia su nombre a El martes, mientras sueña con ser novelista. Su primer intento surge en la infancia con una novela titulada Un maestro, la cual se perdió y que estaba dedicada a su profesor de quinto año de primaria. Usigli mismo decía:
"Pero yo quería escribir novelas, y fui tan lejos en mi ambición que tiré más de año y medio en dos que, con buen sentido, quemé más tarde. Quiero decir con esto, para poner un límite a tanta prolijidad, que mientras vivía yo físicamente dentro de los teatros, intelectual y emotivamente vivía fuera del teatro. La razón-clave es quizás la simplícisima de que no había en México un teatro en marcha, en lucha, capaz de conmoverme y exaltarme."
Es en 1925 cuando piensa en ser dramaturgo, gracias a un encuentro con un amigo de su infancia, quien le recuerda su interés por el teatro de niño. En ese mismo año asiste a la Alianza Francesa, donde el autor asegura que aprende francés leyendo obras de teatro en ese idioma. Fue entonces que en 1930, escribe su primera obra de teatro titulada El apostol, que publica y presenta al año siguiente sin lograr producirla.
En 1935, obtiene una beca de la Fundación Rockefeller para estudiar dramaturgia junto con Xavier Villaurrutia en la Universidad de Yale. En 1938 es director de Teatro Radiofónico de la SEP. Ese mismo año termina de escribir El Gesticulador y estrena La mujer no hace milagros. En 1940, inicia y fracasa Teatro de Media Noche, dedicado al teatro mexicano. En ese mismo año se casa con Josefina Martínez Obscura (conocida como Josette) con quien tiene una hija y a quien le dedica la primera edición de Corona de sombra, publicada en 1943. Al año siguiente, en 1944, se divorcia de ella y entra al cuerpo diplomático como segundo secretario de la Embajada de México en París, hasta 1946. Durante su estancia en París, logra entrevistarse con Jean Cocteau, Henri-René Lenormand, Jean Anouilh y George Bernard Shaw, por quien siente una profunda admiración y respeto.
Regresa a México y en 1947 estrena nueve años después de escrita El Gesticulador en el Palacio de Bellas Artes, provocando gran escándalo político y por la crítica. Ese mismo año estrena Corona de sombra bajo su propia dirección, pero con poco éxito. En 1948, se casó por segunda vez con Argentina Casas Olloqui con quien tiene tres hijos, finalizando el matrimonio en 1963. En 1949 y 1950 fue delegado de México en el Festival de Cannes y en 1950 en los festivales cinematográficos de Bélgica, Checoslovaquia y Venecia.

Es enviado a Líbano como ministro plenipotenciario de 1956 a 1959 y nombrado embajador en el mismo país de 1959 a 1962. De 1962 a 1971, es nombrado embajador en Noruega. En 1970 recibe el Premio América, y el Premio Nacional de Letras en 1972. Publica bajo su cuidado los tres primeros volúmenes de su Teatro completo en 1963, 1966 y 1979 respectivamente. Muere en la Ciudad de México el 18 de junio de 1979 y sus restos yacen en el panteón Mausoleos del Ángel. Antes de morir, Usigli pidió que su epitafio fuera: 
Aquí yace y espera
R.U.

Ciudadano del Teatro
Comenta Guillermo Schmidhuber que la tumba de Usigli carece del epitafio, porque en el panteón donde se encuentra únicamente se permiten escritos los nombres y las fechas.

## Sobre su obra
Rodolfo Usigli fue un escritor tetra genérico y considerado como el fundador del Teatro Mexicano Moderno, así como uno de los creadores literarios de la conciencia identitaria del mexicano. Como dramaturgo trascendió tanto en su país como en otros países hispanoamericanos: El gesticulador es una de las primeras tragedias hispanoamericanas. Su obra dramática ha obnubilado su producción narrativa y ensayística. Ensayo de un crimen es la primera novela urbana de la Ciudad de México. Como ensayista presentó sus ideas con vocación de estilo; estos textos guardan correspondencia con las ideas reveladas en su dramaturgia: la anti-historia, el perfil del mexicano y su omnipresente hipocresía y textos múltiples sobre la historia del teatro en México.
Fue el primer dramaturgo hispanoamericano que escribió un tratado sobre dramaturgia: Itinerario del autor dramático. No perteneció a los Contemporáneos, pero la calidad de su poesía es comparable a la escrita por este afamado grupo; lo que es debido primordialmente al personalísimo de su voz poética, especialmente cuando celebra la senectud. Fue uno de los mexicanos con mayor sentido de universalidad. Fue un escritor indagador de la verdad y se consideró así mismo como "Un ciudadano del teatro".
En cuanto a sus obras poéticas, sobresale Conversación desesperada. Su labor de enseñanza se vio reflejada en los cursos que impartió en la UNAM, entre ellos el de “Análisis del texto teatral” en 1941 y siendo uno de los fundadores de lo que hoy es la Licenciatura en Literatura Dramática y Teatro de esa casa de estudios, así como su intento de formar la Escuela de Teatro del Nuevo Mundo que emprendió en 1948. 
Estuvo en contacto con grandes figuras literarias de su tiempo como Xavier Villaurrutia, Octavio Paz, Salvador Novo, Elena Garro, Amalia Castillo de Ledón, José Vasconcelos y Alfonso Reyes.

## Obra

#### Ensayos
- México en el teatro (1932)
- Caminos del teatro en México (1933)
- Anatomía del teatro (Escrito en 1939, publicado hasta 1967)
- Itinerario del autor dramático (1940)
- Juan Ruiz de Alarcón en el tiempo (1967)
- Ideas sobre el teatro (1968)
- Imagen y prisma de México (1972)

### Teatro
- El apóstol (1931)
- Falso drama (1932)
- Noche de estío (1933-1935)
- La última puerta (1934-1936)
- El Presidente y el ideal (1935)
- Estado de secreto (1935)
- Alcestes (1936)
- El niño y la niebla (1936)
- Mientras amemos (1937-1948)
- Medio tono (1937)
- Otra primavera (1937-1938)
- Aguas estancadas (1938) (Dedicada a Dolores del Río)
- El gesticulador (1938)
- La mujer no hace milagros (1938)
- La crítica de "La mujer no hace milagros" (1939)
- Sueño de día (1940)
- Vacaciones I (1940)
- La familia cena en casa (1942)
- Corona de sombra (1943)
- Dios, Batidillo y la mujer (1943)
- Vacaciones II (1945-1951)
- La función de despedida (1949) (Escrito para Virginia Fábregas)
- Las madres (Las madres y los hijos) (1949-1960)
- Los fugitivos (1950)
- El gran circo del mundo (1950-1968)
- Jano es una muchacha (1952)
- Un día de éstos... (1953)
- La exposición (1955-1959)
- La diadema (1960)
- Corona de fuego (1960)
- Un navío cargado de... (o Última noche a bordo) (1961)
- El testamento y el viudo
- El encuentro (1963)
- Corona de luz (1963)
- Carta de amor
- El caso Flores (1968)
- Los viejos
- ¡Buenos días, señor Presidente! (1972)

#### Prólogos, epílogos y otros textos sobre su teatro
- "Tres comedias y una pieza a tientas"
- "Nota marginal para Alcestes"
- "Una comedia shaviana. Noche de estío"

- "Estado de secreto. Entreacto"
- "Antesala para La última puerta"
- "El niño y la niebla. Noticia"
- "Medio tono. Discurso por un teatro realista"
- "Mientras amemos y Aguas estancadas. Breve noticia"
- "Epílogo sobre la hipocresía del mexicano"
- "Doce notas"
- "Ensayo sobre la actualidad de la poesía dramática"
- "El caso de El gesticulador"
- "Gaceta de clausura sobre El gesticulador"
- "Breve noticia sobre El gesticulador"
- "La mujer no hace milagros. Una protesta contra la comedia usigliana"
- "Noticia sobre Sueño de día"
- "A propósito de Vacaciones I y Vacaciones II y otros propósitos y despropósitos"
- "Introducción a La familia cena en casa"
- "Corona de sombra. Prólogo después de la obra"
- "Dios, batidillo y la mujer. Informe confidencial"
- "Gaceta sobre La función de despedida"
- El gran teatro del Nuevo Mundo"
- "Prólogo de El gran circo del mundo"
- "Jano es una muchacha. Prólogo"
- "Addenda después del estreno"
- "Recado final sobre Jano es una muchacha"
- "Un día de éstos... Prólogo"
- "Las madres (o Las madres y los hijos). Prólogo o de la inutilidad de los prólogos"
- "Notas a Corona de fuego"
- "Primer prólogo" (de Corona de luz)
- "Segundo prólogo. Ante la historia" (sobre Corona de luz)
- "Análisis, examen y juicio a ¡Buenos días, señor Presidente!"

#### Narrativa
- Ensayo de un crimen (1944)
- Obliteración (1973)

#### Poesía
- Conversación desesperada (1938)
- Sonetos del tiempo y de la muerte (1954)
- Tiempo y memoria en conversación desesperada (1981) (Esta publicación incluye un prólogo de José Emilio Pacheco)

#### Memorias
- Voces. Diario de trabajo (1932-1933) (1967)
- Conversaciones y encuentros (1974)